# Giro di Toscana 1973
Il Giro di Toscana 1973, quarantasettesima edizione della corsa, si svolse il 5 maggio su un percorso di 229,3 km, con partenza e arrivo a Larciano. Fu vinto dal belga Roger De Vlaeminck della Brooklyn davanti agli italiani Roberto Poggiali e Fabrizio Fabbri.

## Ordine d'arrivo (Top 10)
| Pos. | Corridore           | Squadra        | Tempo    |
| ---- | ------------------- | -------------- | -------- |
| 1    | Roger De Vlaeminck  | Brooklyn       | 6h04'00" |
| 2    | Roberto Poggiali    | Sammontana     |          |
| 3    | Fabrizio Fabbri     | Magniflex      |          |
| 4    | Enrico Maggioni     | Dreherforte    |          |
| 5    | Giovanni Battaglin  | Jollj Ceramica |          |
| 6    | Giuseppe Perletto   | Zonca          |          |
| 7    | Mario Lanzafame     | Dreherforte    |          |
| 8    | Marcello Bergamo    | Filotex        |          |
| 9    | Valerio Lualdi      | Brooklyn       |          |
| 10   | Sigfrido Fontanelli | Sammontana     |          |